# Estrímon (tema)
El tema de l'Estrímon (en grec medieval θέμα Στρυμόνος) va ser un tema (una província civil i militar) de l'Imperi Romà d'Orient situat en la zona que correspondria a l'actual Macedònia grega. Incloïa la ciutat de Serres, que també n'era la capital. El tema es va fundar probablement a mitjans del segle ix. La seva història va ser convulsa, ja que de vegades se separava o es fusionava amb els temes veïns.

## Localització
El tema ocupava la zona entre els rius Estrímon i Nestos, i entre les muntanyes de Ròdope i la mar Egea. Aquesta regió tenia una gran importància estratègica, perquè controlava els passos de muntanya que connecten l'interior dels Balcans, dominats en aquells moments per poblacions eslaves i les planes costaneres de Macedònia. A més, la travessa la Via Egnàcia, una important via oberta pels romans el 146 aC i que unia Tràcia i Tessalònica, la segona ciutat més important de l'imperi. A partir de finals del segle vii, la regió va ser poblada principalment pels eslaus fins almenys al segle xi. Les seves principals ciutats eren Serres, Filipos, Kristopulis i Eïon. Durant els primers anys d'existència, el tema també podria haver inclòs les ciutats de Xanti i Mosinopolis a l'est d'Estrímon.

## Història
Al segle viii, l'Estrímon era una clisura del tema de Macedònia, i no se sap quan es va convertir en un tema independent, però aquest canvi es va produir durant la primera part del segle ix. Un passatge d'un text de Teòfanes el Confessor del 809 podria indicar que el tema existia a partir d'aquesta data però el seu estrateg (governador) no està inclòs a la llista de funcionaris del Taktikon Uspenski del 842-843. Aquest estrateg va aparèixer per primera vegada al Cletorològion del 899, encara que una sèrie de segells de la segona meitat del segle ix es refereixen a un arcont i a un estrateg d'Estrímon. A més, en aquell moment, el bisbe de Serres va ser elevat al rang d'arquebisbe, cosa que pot indicar el nou estatus de la ciutat que s'hauria convertit en la capital del tema d'Estrímon. Diversos autors recolzen la idea que el tema va ser creat a finals dels anys 840, durant les campanyes contra els eslaus de Teoctist el Logoteta. Tanmateix, Warren Treadgold refuta aquesta tesi i situa la data de creació del tema al voltant del 896, amb l'objectiu d'oposar-se a l'amenaça del Primer Imperi Búlgar. Jean-Claude Cheynet confirma aquesta hipòtesi en afirmar que el tema es va crear per controlar els passos de la serralada de Ròdope.
Al final del segle x, el tema es va dividir en dues parts. El tema d'Estrímon que també es deia tema de Criseba o Crisaba (Χρυσεύβα/Χρυσάβα) (segons Oikonomides era una forma hel·lenitzada de Krushevo, corresponent a la ciutat actual d'Achladochori), i un nou tema anomenat Nou Estrímon (Νέος Στρυμών). Aquest tema només es menciona al Taktikon de l'Escorial de la dècada del 970. Oikonomides l'identifica o bé situat a la zona de l'est de Nestos, o bé a la regió nord que ocupava la zona alta de l'Estrímon. Aquesta regió va ser probablement conquerida per Joan I Tsimiscés durant la guerra contra els búlgars el 971. Cap al final del segle x, el tema d'Estrímon sembla que va ser unit al de Tessalònica i amb la província dels Dragovites. Al segle xi, es va fusionar amb el tema de Boleron.
El tema va continuar existint fins a la dissolució de l'Imperi Romà d'Orient després de la Quarta Croada el 1204. La regió va estar sota el control de l'efímer Regne de Tessalònica. Després de la conquesta de Macedònia per Joan III Ducas Vatatzes el 1246, el tema va ressorgir com una província apart. A la dècada del 1340, els romans van perdre definitivament el control de la zona després de la conquesta sèrbia.